# Džuge Liang
Džuge Liang (кин: 诸葛亮) (181 - 234) rođen je u Jangdu, provinciji Šandung, Kina, bio je jedan od najvećih kineskih stratega iz perioda Tri kraljevstva, kao i državnik, inženjer, naučnik i pronalazač. Džuge Liang se smatra herojem kroz istoriju Kine i postoje mnoge legende i priče koje govore o njemu i njegovim uspesima.

## Uvod
Džuge Liang je dobio nadimak „Skriveni zmaj“, jer su ljudi oko njega potcenjivali njegove sposobnosti. Prema legendi, vojni vojskovođa Liu Bei je čuo za veliku mudrost Džuge Lianga i dolazio je tri puta da ga poseti u njegovom skloništu u divljini pre nego što je pristao da postane njegov savetnik. Džuge je pomogao Liu Beiu da organizuje svoje snage i uspostavi dinastiju Šu Han iz perioda Šest dinastija. Na samrti, Liu Bei je podsticao Džuge Lianga da sam preuzme presto ako se njegov sin Liu Šan pokaže nesposobnim da vlada, ali je on služio sinu isto tako verno kao što je služio ocu. Tokom svoje vladavine kao regent, Džuge Liang je težio ka obnavljanju dinastije Han, koju je uzurpirao Cao Vej. Četiri od njegovih pet severnih kampanja su propale zbog nedostatka zaliha, a Džuge Liang je umro pre nego što je postigao svoj cilj. 
Smatra se najpopularnijim kineskim herojem i državnikom, a većina ljudi saznaje za njegova dostignuća kroz mnoge priče i drame napisane o njemu. Pripisane su mu natprirodne moći, a zaslužan je za niz izuma, uključujući mantou, nagaznu minu, mehanički transport za žito i samostrel. U istorijskom romanu iz četrnaestog veka Sanguo Jenji (Romansa o tri kraljevstva), Džuge Liang je prikazan kao oličenje inteligencije i domišljatosti, i prikazan je kao neko sposoban da kontroliše vetar i da proriče budućnost.

## Biografija
Rođen je u turbulentno vreme 181. godine u provinciji Šandung. Nakon njegovog rođenja, pobuna velikih razmera Žutih turbana opustošila je zemlju. Bio je drugi od tri brata i rano je ostao siroče; majka mu je umrla kada je imao devet, a otac kada je imao dvanaest. Njega i njegovu braću i sestre odgajao je ujak. Kada je Cao Cao napao Šandung 195. godine, njegova porodica je bila primorana da pobegne na jug, a njegov ujak je ubrzo umro od bolesti. Ovo je bilo vreme prirodnih katastrofa, regionalnih sukoba i političke krize. Bilo je čestih atentata i otvorenih sukoba između rivalskih vladajućih grupa dinastičkog dvora. U Hubeju se bavio poljoprivredom danju i učio noću. Priča se da je stekao prijatelje među intelektualcima tog kraja, a njegov ugled je ubrzo porastao i bio je dosta mudriji od svojih vršnjaka u mnogim oblastima. Oženio se ćerkom drugog poznatog naučnika Huang Čengjena.

### Vladar i strateg
Godine 207. upoznao je Liu Beia. Baza moći Liu Beia bila je u regionu jugozapada oko Sečuana. Pretio im je Cao Cao koji je držao veliko područje severno od reke Jangcekjang. Liu Bei i Džuge Liang planirali su savez između Liu Beia i vladara po imenu Sun Kuan koji je kontrolisao mnoge teritorije na jugoistoku. 208. godine, u bici kod Crvenih litica, savezničke vojske Liu Beia i Sun Kuana pobedile su vojsku Cao Caoa. Zbog ove pobede, oba južna regiona su postala kraljevstva kada je okončana dinastija Istočni Han.
Godine 220. carstvo je podeljeno između tri rivalska regionalna vođa. Cao Cao (155–220 n.e.) je kontrolisao oblast severno od reke Jangcekjang; Liu Bei je kontrolisao unutrašnje područje uključujući Sečuan na jugozapadu, a Sun Kuan kontrolisao je jugoistok. Carstvo Han se razbilo na tri ekonomska geografska regiona koji su bili odvojeni prirodnim granicama reke Jangcekjang i centralnih planina gde su Tri klisure. 

### Služba pod Liu Bei
Kada je Liu Bei boravio u okrugu Sinje, Sju Šu je preporučio Džuge Lianga Liu Beiu, a Sju Šu mu je rekao da mora lično da poseti Džuge Lianga jer on ne može biti pozvan da ga upozna. Liu Bei je uspeo da regrutuje Džuge Lianga 207. godine nakon tri lične posete. „Tri posete kolibi“ je postala veoma poznata klasična referenca u Kini.  Roman "Romansa o tri kraljevstva" prikazuje tri posete Liu Beia sa mnogim izmišljenim mističnim događajima i pripoveda da je tek pri trećoj poseti Liu Bei uspeo da se sretne sa Džuge Liangom i posluša njegov Longzhong plan.
U proleće 223. godine, Liu Bei se povukao u Jongan posle poraza u bici kod Siaotinga i teško se razboleo. Pozvao je Džuge Lianga iz Čengdua i rekao mu da je deset puta talentovaniji od Cao Pia i da je sposoban da obezbedi zemlju i da ostvari veliku misiju. Takođe mu je ponudio tron ukoliko se njegov sin pokaže nesposobnim. Džuge Liang je u suzama odgovorio da će dati sve od sebe i da će služiti sa nepokolebljivom lojalnošću do smrti. Liu Bei je tada naredio svom sinu, Liu Šanu, da upravlja državnim poslovima zajedno sa Džuge Liangom i smatra ga svojim ocem.

### Severna ekspedicija
Od 228. do svoje smrti 234. godine, Džuge Liang je pokrenuo pet severnih ekspedicija protiv Cao Veja, ali sve osim jedne nisu uspele, obično zato što su mu nestale zalihe hrane, a ne zbog neuspeha na bojnom polju. Njegov jedini trajni dobitak bilo je pripajanje prefektura Vudu i Đinping. Na petoj ekspediciji, Džuge Liang je umro od prekomernog rada i bolesti u vojnom logoru u bici kod ravnice Vudžang, u 54. godini. Na Džuge Liangovu preporuku, Liu Šan je naručio Jiang Vana da ga nasledi na mestu regenta.